# Corri ragazzo corri (film 2013)
Corri ragazzo corri (Lauf Junge lauf) è un film del 2013 diretto da Pepe Danquart.
Il film, prodotto in collaborazione tra Germania, Polonia e Francia, è un adattamento dell'omonimo romanzo di Uri Orlev, pubblicato nel 2000 e basato su eventi reali della vita di Yoram Fridman. La sceneggiatura è stata scritta da Heinrich Hadding e Pepe Danquart.

## Trama
1942. Il giovane Yoram Srulik Fridman ha 8 anni quando scappa dal ghetto di Varsavia. Sotto il falso nome di Jurek Staniak e facendosi passare per orfanello polacco, sopravvive alle rigide stagioni polacche e alla cattura da parte dei militari tedeschi fuggendo nelle campagne, di fattoria in fattoria, lavorando in cambio di cibo. Sarà proprio così che un giorno incontrerà una signora che lo accoglierà e lo istruirà per mascherare a tutti il fatto di essere ebreo.
Inverno 1942/1943. Quando capisce di non essere più al sicuro in quella casa e non volendo che i tedeschi facciano passare guai alla signora a causa sua, Jurek riprende a girovagare e si fa ospitare da una famiglia che lo accoglie benevolmente fino alla successiva primavera. Non potendo più nascondere le sue origini ebraiche, è costretto a lasciare la fattoria insieme al cane randagio che aveva trovato e adottato, ma un giorno dei partigiani vedendo l'animale ferito e scambiandolo per un cane rabbioso, gli sparano uccidendolo.
Seppellito con grande dolore il suo unico amico, Jurek riprende il viaggio e trova passaggio su un carro, ma quando la notte successiva si risveglia lo attende una brutta sorpresa: la coppia che gli ha dato il passaggio lo ha consegnato ai militari tedeschi in cambio di soldi. Nonostante provi a convincere il cinico ufficiale di non essere ebreo, Jurek è costretto a una disperata fuga attraverso la foresta, riuscendo a scappare con metodi molto strategici e furbi che ha imparato a usare nel tempo.
Estate 1943. Jurek ha trovato lavoro nella fattoria della signora Herman e ha stretto amicizia con un giovane bracciante, Paweł. Nonostante l'amante della padrona sia lo stesso ufficiale che gli dette la caccia qualche tempo prima, questi decide di "regalare" il bambino alla sua donna. Un giorno purtroppo mentre lavora si danneggia gravemente la mano destra. La signora Herman e Paweł lo portano subito in ospedale, ma il giovane medico si rifiuta di operarlo in quanto ebreo. Il giorno dopo un altro dottore, incurante delle sue origini, accetta di operarlo, ma intanto il braccio di Jurek è andato in gangrena e gli deve essere amputato per salvargli la vita.
Riabilitatosi, Jurek deve scappare di nuovo: l'ufficiale che l'aveva coperto fino a quel momento è stato trasferito e il medico che si rifiutò di operarlo informa i tedeschi della sua presenza in ospedale. Paweł lo fa fuggire e gli fa guadagnare la sponda est del fiume Vistola, dicendogli di andare sempre verso est.
Inverno 1943/1944. Jurek ha ripreso a cercare ospitalità in cambio di lavoro, ma questa volta è più difficile a causa della paura della gente che va crescendo (essendo il bambino diventato ufficialmente latitante) e della sua menomazione. Ritornato nel primo piccolo villaggio viene nascosto dalla donna che l'aveva accudito, ma i tedeschi nel tentativo di trovarlo aggrediscono la donna e danno fuoco all'intero villaggio, senza però riuscire a trovare il ragazzino, costretto a riprendere il viaggio.
Trascorrono i mesi, la guerra sta volgendo a sfavore dei tedeschi e molti carri armati russi incrociano la strada di Jurek che proprio nel vederne passare una fila incontra Alina Kowalski, figlia dei contadini di una fattoria vicina. I due ragazzini fanno amicizia e Jurek inizia a lavorare come fabbro nella fattoria. La guerra intanto finisce e proprio quando Jurek si è ormai abituato a vivere con i Kowalski, un serio ed elegante signore si presenta alla fattoria. Si chiama Mosche Frenkiel ed è interessato a Jurek per portarlo all'orfanotrofio ebraico di Varsavia. Questi la prende male e nega in ogni modo di essere ebreo ma viene scoperto e Frenkiel lo porta con sé. Fermatisi a un campo, piangendo Jurek gli urla che non vuole essere riconosciuto come ebreo, che per colpa della sua etnia ha perso la sua famiglia e il suo braccio. Alla fine viene convinto a tornare nel ghetto, dove ritrova la signora Staniak, nel cui negozio andava spesso da piccolo: proprio per questo il piccolo Srulik, su consiglio di suo padre, iniziò a farsi chiamare così durante la sua fuga, mentre Jurek era un ragazzino del ghetto, da cui Srulik prese il nome. Si scopre infine che fu suo padre a dargli tutti quei consigli grazie ai quali Srulik è scampato alla morte in quei tre anni di fuga continua e che, per far scappare suo figlio, non esitò a fare da esca ai tedeschi che gli spararono mentre il bimbo scappava dall'altra parte.
Ricongiuntosi a Frenkiel, quando questi gli chiede se vuole tornare dai Kowalski o andare all'orfanotrofio, Srulik decide per la seconda scelta. Molti anni dopo, Yoram Fridman racconta i fatti accaduti in seguito: dopo aver ottenuto eccellenti risultati a scuola e studiato matematica, nel 1962 andò a vivere in Israele. Qui, dopo aver ritrovato sua sorella Fajga, creduta morta come tutti gli altri parenti, ha costruito le basi della sua famiglia.

## Distribuzione
Il film ha debuttato il 5 novembre 2013 al FilmFestival di Cottbus, in Germania ed è stato quindi presentato in Polonia il 10 gennaio 2014 alla presenza dello stesso Yoram Fridman, giunto per l'occasione da Israele.
In Italia è sato presentato al Festival internazionale del film di Roma 2013 nella sezione Alice nella città.